# Saint-Laurent-d'Aigouze
Saint-Laurent-d'Aigouze är en kommun i departementet Gard i regionen Occitanien i södra Frankrike. Kommunen ligger i kantonen Aigues-Mortes som tillhör arrondissementet Nîmes. År 2022 hade Saint-Laurent-d'Aigouze 3 651 invånare.

## Befolkningsutveckling
Antalet invånare i kommunen Saint-Laurent-d'Aigouze
Referens:INSEE